# Sandaoba (köpinghuvudort i Kina, Xinjiang Uygur Zizhiqu, lat 44,13, long 87,62)
Sandaoba är en köpinghuvudort i Kina. Den ligger i den autonoma regionen Xinjiang, i den nordvästra delen av landet, omkring 37 kilometer norr om regionhuvudstaden Ürümqi. Antalet invånare är 11 460. Befolkningen består av 5 166 kvinnor och 6 294 män. Barn under 15 år utgör 11,0 %, vuxna 15-64 år 77 %, och äldre över 65 år 11,0 %.
Runt Sandaoba är det ganska tätbefolkat, med 56 invånare per kvadratkilometer. Närmaste större samhälle är Gumudi, 19,7 km söder om Sandaoba. Trakten runt Sandaoba består i huvudsak av gräsmarker.
Genomsnittlig årsnederbörd är 197 millimeter. Den regnigaste månaden är november, med i genomsnitt 27 mm nederbörd, och den torraste är januari, med 6 mm nederbörd.